# Рецептор липопротеинов очень низкой плотности
Рецептор липопротеинов очень низкой плотности (ЛПОНП-рецептор; англ. Very Low Density Lipoprotein Receptor, VLDLR) по структуре схож с рецептором липопротеинов низкой плотности, но не способен связывать липопротеины низкой плотности. Рецептор VLDLR играет роль в метаболизме липопротеинов очень низкой плотности. Экспрессия VLDLR высока в сердце, скелетных мышцах, жировой ткани; VLDLR совместно с рецептором LDLR связывает и захватывает остаточные липопротеины: липопротеины промежуточной плотности и хиломикронные ремнанты.

## Роль в работе мозга
В мозге VLDLR является одним из рецепторов рилина - белка внеклеточного матрикса, регулирующего миграцию и позиционирование нейробластов в развивающемся и взрослом мозге, влияющего на процессы синаптической пластичности.
Редкая аутосомно-рецессивно наследуемая мутация, обнаруживаемая у членов секты гуттеритов и затрагивающая в основном ген VLDLR, приводит к потере рецепторов этого типа и к нарушениям, аналогичным тем, что наблюдаются у мышей при отсутствии рецептора. Это заболевание, первоначально именовавшееся «синдромом нарушенного равновесия» (англ. Disequilibrium syndrome, DES), получило в 2005 году название «VLDLR-ассоциированная мозжечковая гипоплазия» (англ. VLDLR-associated cerebellar hypoplasia, VLDLRCH). При заболевании наблюдается уменьшение мозжечка, упрощение рисунка извилин мозга, непрогрессирующая мозжечковая атаксия, задержка умственного развития. Болезнь является одним из двух известных нарушений сигнального пути рилина у людей, наряду с синдромом Норман-Робертс.